# University of Texas at El Paso

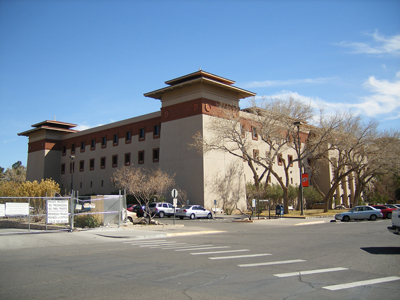
Universitätsbibliothek

Die University of Texas at El Paso (UTEP) ist eine staatliche Universität in El Paso im US-Bundesstaat Texas. Sie ist Teil des University of Texas System. Einige Gebäude der UTEP sind in bhutanesischer Architektur gestaltet.

## Geschichte
Die UTEP wurde 1914 als Texas State School of Mines and Metallurgy in El Paso gegründet. 1919 wurde sie in U.T. Department of Mines and Metallurgy und 1920 in Texas College of Mines and Metallurgy umbenannt. Die nächste Umbenennung folgte 1949 zum Texas Western College of the University of Texas. 1961 wurden hier die ersten Angehörigen des US-amerikanischen Peace Corps ausgebildet. 1967 erhielt die Hochschule ihren heutigen Namen.

## Fakultäten
| - Geisteswissenschaften - Gesundheitswissenschaften - Ingenieurwissenschaften | - Naturwissenschaften - Pädagogik - Wirtschaftswissenschaften |

## Studenten
Von den ca. 24.000 Studenten sind über 80 % Hispanics. Damit ist die Hochschule die einzige Forschungsuniversität in den USA mit einer mehrheitlich „hispanischen“ Studentenschaft.

## Sport
Die Sportteams der UTEP tragen den Namen Miners. Die Hochschule war 35 Jahre lang Mitglied in der Western Athletic Conference (WAC), bevor sie im Jahre 2005 zur Conference USA wechselte.
Berühmt wurde ihre bisher einzige NCAA Division I Basketball Championship im College-Basketball im Jahre 1966 mit einer rein afrikanisch-amerikanischen Starting Five. Coach Don Haskins wurde mit zwei nach ihm benannten Straßen in El Paso geehrt. Zum einen mit der Don-Haskins-Street, zum anderen mit der nach seiner von Walt Disney verfilmten Autobiographie benannten Glory Road zwischen dem Don Haskins Center und einer zweiten Basketball-Halle. Haskins wurde sowohl als Coach wie auch als Mitglied des Texas Western-Teams von 1966 Mitglied der Naismith Memorial Basketball Hall of Fame.

## Bekannte Absolventen und Persönlichkeiten
- F. Murray Abraham (* 1939), Schauspieler
- Nate „Tiny“ Archibald (* 1948), Basketballspieler und Mitglied der Naismith Memorial Basketball Hall of Fame
- Bob Beamon (* 1946), Leichtathlet, ehemaliger Weltrekordhalter und Olympiasieger im Weitsprung
- John Cook (* 1946), Bürgermeister
- Greg Foster (1958–2023), Basketballspieler
- Tim Hardaway (* 1966), Basketballspieler
- Chuck Hughes (1943–1971), American-Football-Spieler
- Mia Khalifa (* 1993), ehemalige Pornodarstellerin
- Don Maynard (1935–2022), American-Football-Spieler
- Adriana Pirtea (* 1980), rumänische Langstreckenläuferin
- Benjamin Alire Sáenz (* 1954), Dozent für Kreatives Schreiben
- Tony Tolbert (* 1967), American-Football-Spieler
- Jon Dorenbos (* 1980), American-Football-Spieler
- Aaron Jones (* 1994), American-Football-Spieler